# Shuriken
Shuriken (手裏剣,手離剱?) (AFI: [ɕɨɾʲikeɴ]), alternativamente shiriken nel dialetto di Tokyo, è una parola giapponese che indica pugnali da lancio o dardi di varie dimensioni e fogge.
Nel caso sia scritto 手裏剣, il termine shuriken può essere tradotto come lama nascosta in mano (il primo kanji vuol dire «mano»; il secondo è la radice del verbo «nascondere»; il terzo ha il significato di «spada» o «lama»).
Gli shuriken venivano lanciati oppure tenuti fra le nocche; a meno che non siano avvelenati, difficilmente possono uccidere un uomo, e la loro funzione è più quella di infliggere ferite che possono essere d'intralcio.

## Tipologia
Essi sono suddivisibili in due categorie principali: i Bo Shuriken e gli Hira Shuriken. La prima è la più diffusa ed è costituita da proiettili di sezione quadrata, lunghi da 12 fino a 21 cm, pesanti da 35 fino a 150 g e simili a grossi chiodi. L'altra comprende vari dardi a forma di croce (jūjiken, 十字劔) o di stella con svariati numeri di punte, a volte più precisamente denominati shaken (車劔, lame rotanti), scagliati manualmente imprimendo al proiettile un moto rotatorio. Questa seconda categoria è più nota in italiano col termine di "stelle ninja". L'arte marziale che ne tramanda le tecniche d'uso è nota come Shurikenjutsu (手裏剣術).

## Tecniche di lancio
Esistono fondamentalmente due metodi per lanciare uno hira shuriken:
1. Dal basso verso l'alto: In questa tecnica lo shuriken viene tenuto tra la nocca dell'indice e il polpastrello del pollice ed il lancio dato da un movimento tipo frusta del tricipite che finisce con un analogo movimento del polso. I pro di questa tecnica sono che è molto veloce e non scopre il torace, i contro sono che il movimento di frusta rende difficile un tiro preciso; inoltre lo shaken viene lanciato in verticale e quindi è più facile da schivare. Si consiglia di usare questa tecnica solo se si è sicuri di poter colpire il bersaglio.
2. Dall'alto verso il basso: in questa tecnica lo shuriken viene tenuto tra la nocca dell'indice e il polpastrello del pollice ed il lancio è dato da un movimento che coinvolge tutti i muscoli del braccio. Il movimento parte da una situazione in cui il braccio è steso in avanti, viene portato velocemente con la mano sopra la spalla e poi sfruttando il peso del braccio e dello shaken stesso viene steso in avanti in modo da aumentare la potenza. I pro di questa tecnica sono la potenza che deriva da questo movimento e il raggio d'azione che ne consegue. I contro sono che un movimento così ampio risulta più evidente e scopre la parte del torso relativa al braccio usato per lanciare, il che risulta particolarmente pericoloso nel caso di un lanciatore mancino perché scopre più facilmente il cuore. Se ne suggerisce l'uso solo nel caso il bersaglio sia molto lontano.

In tutti e due i casi bisogna tenere conto che il rilascio deve avvenire quando la linea tracciata dal percorso dello shaken viene ad incrociare quella tracciata in avanti a partire dalla bocca dello stomaco. In sintesi, immaginando che a partire dalla bocca dello stomaco parta una retta che si protrae di una lunghezza uguale a quella del braccio, lo shaken deve essere lasciato in corrispondenza del punto in cui il suo centro viene a coincidere con questa linea.

## Utilizzo
I bersagli degli shuriken erano principalmente le parti del corpo più esposte: gli occhi, il viso, le mani o i piedi. Nonostante la loro massa ridotta, gli shuriken erano in grado di sferrare colpi mortali a breve distanza. In alcuni casi, gli shuriken erano in grado di sventrare parzialmente i bersagli.
Gli shuriken, soprattutto quelli da hira, venivano utilizzati anche in modi nuovi: potevano essere conficcati nel terreno, ferendo chi li calpestava (simile a un kaltrop), avvolti in uno stoppino incendiario e lanciati per provocare un incendio, o avvolti in un panno imbevuto di veleno e dati alle fiamme per coprire un'area con una nuvola di fumo velenoso. Potevano anche essere usati come armi da mano nel combattimento ravvicinato.
I ninja usavano raramente gli shuriken perché non potevano portarne molti, essendo pesanti e facendo rumore. Era più ragionevole usarlo come un coltello. A volte i ninja li lanciavano in direzioni opposte per distrarre il nemico.
Secondo alcuni resoconti, lo shuriken era rivestito di veleno, destinato a essere usato come arma da lancio o lasciato in bella vista per essere raccolto dalla vittima. Altri resoconti indicano che lo shuriken potrebbe essere stato sepolto nel fango o in escrementi di animali e aver permesso di introdurre il batterio Clostridium tetani: se la punta penetrava nella vittima abbastanza in profondità, i batteri nella ferita potevano causare un'infezione incurabile da tetano.
Gli shuriken sono armi semplici, ma il loro valore storico è aumentato. A differenza della katana e di altre armi da taglio, gli shuriken antichi sono spesso mal conservati, soprattutto a causa del loro uso singolo.